# Ragnar Jónasson
Ragnar Jónasson (1976.), islandski je književnik, poznati autor kriminalističkih romana. 

## Životopis
Po zanimanju je pravnik i profesor je prava na Sveučilištu u Reykjaviku. Preveo je četrnaest romana Agathe Christie s islandskog na engleski jezik.

## Djela
- Snježno sljepilo (2009.)
- Myrknætti (2011.)
- Rof (2012.)
- Andköf (2013.)
- Náttblinda (2014.)